# Społeczna odpowiedzialność biznesu
Społeczna odpowiedzialność biznesu, społeczna odpowiedzialność przedsiębiorstw (od ang. corporate social responsibility – CSR) – koncepcja, według której przedsiębiorstwa na etapie budowania strategii uwzględniają interesy społeczne i ochronę środowiska, a także relacje z różnymi grupami interesariuszy.
Według tego podejścia, bycie odpowiedzialnym nie oznacza tylko spełniania przez organizacje biznesowe (przedsiębiorstwa) wszystkich wymogów formalnych i prawnych, ale oprócz tego również zwiększone inwestycje w zasoby ludzkie, w ochronę środowiska i relacje z interesariuszami, którzy mogą mieć faktyczny wpływ na efektywność działalności gospodarczej tych organizacji oraz ich innowacyjność. Zatem wydatki tego rodzaju należy traktować jako inwestycję i źródło innowacji, a nie jako koszt, podobnie jak w przypadku zarządzania jakością.

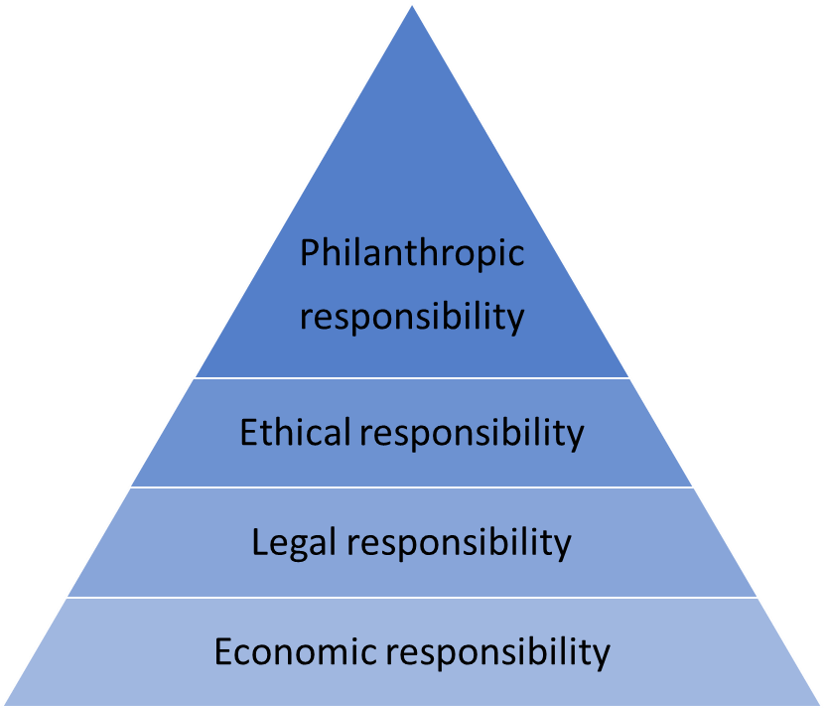
Piramida społecznej odpowiedzialności biznesu

## Historia
Można wyróżnić trzy etapy kreowania się odpowiedzialności społecznej. Pierwszy z nich dotyczy tak zwanej ery przedsiębiorców, pod koniec XIX wieku w Stanach Zjednoczonych. Wówczas potentaci przemysłu amerykańskiego, w tym John D. Rockefeller, Cornelius Vanderbilt i Andrew Carnegie, budowali imperia, nie zważając na etykę biznesu. Uciekali się oni do szantaży, uchylali się od płacenia podatków i stosowali dyskryminacyjną politykę cenową. Wskutek sprzeciwów urzędników państwowych wprowadzono nowe prawo, które określało stosunki pomiędzy gospodarką, państwem i społeczeństwem. Był to pierwszy krok, który ograniczał działalność przedsiębiorstw, nastawionych wyłącznie na zysk. W I połowie XX wieku, w czasach wielkiego kryzysu, nastąpił kolejny przełom. W ramach programu Nowego Ładu Franklina Roosevelta została po raz kolejny przedefiniowana granica społecznej odpowiedzialności organizacji. Po raz trzeci temat społecznej odpowiedzialności został poruszony w latach sześćdziesiątych XX wieku, w czasie niepokojów, kiedy oskarżano przedsiębiorstwa o spowodowanie problemów społecznych oraz żądano ich rozwiązania.

## Poglądy o społecznej odpowiedzialności biznesu

### Argumenty zwolenników
- Działalność gospodarcza powoduje liczne problemy (np. zanieczyszczenie środowiska, wyczerpywanie zasobów naturalnych), w rozwiązywaniu których powinna uczestniczyć także firma.
- Przedsiębiorstwa posiadają osobowość prawną, są więc swoistego rodzaju obywatelami, którzy powinni dbać o swoje otoczenie.
- Dzięki odpowiedzialności społecznej firmy mogą poprawić swoją reputację, a tym samym zwiększyć zyski.
- Firma o rozwiniętej strategii w zakresie odpowiedzialności społecznej łatwiej przywiązuje wartościowych pracowników, lepiej motywuje pracowników i przyciąga młode talenty.
- Wprowadzenie problematyki ochrony środowiska i polityki społecznej do strategii przedsiębiorstwa pozwala obniżyć koszty (opłaty za energię, wodę, opłaty z tytułu zanieczyszczeń) i zapewnia lepszą odporność na kryzysy, zwiększając zaufanie akcjonariuszy.

### Argumenty przeciwników
- Firma powinna skupić się wyłącznie na kreowaniu zysków.
- Może zaistnieć konflikt interesów, a decyzja podjęta przez menedżera może być subiektywna.
- Organizacje nie mają doświadczenia w kierowaniu programami społecznymi.
- Społeczna odpowiedzialność biznesu często może być cyniczną i nieszczerą grą.

## StandardyCSR
Realizując założenia CSR przedsiębiorstwa powinny uwzględniać te założenia w programach strategicznych. Zarządzanie strategiczne poprzez standardy CSR „pomaga organizacji zwiększyć wydajność i wiarygodność przedsiębiorstwa w tym zakresie. Pomagają zidentyfikować i zarządzać ryzykami związanymi ze społecznymi, środowiskowymi i etycznymi czynnikami, prowadzić dialog i angażować interesariuszy w dialog i współpracę oraz zwiększyć całkowitą wydajność i efektywność przedsiębiorstwa poprzez zbieranie i analizę informacji o własnych działaniach oraz ich społecznym i środowiskowym wpływie, lepszą współpracę i koordynację pomiędzy poszczególnymi częściami firmy, a także, w długim okresie, racjonalizację wydatków, niższymi kosztami pozyskania informacji, mniejszą liczbą kryzysów oraz lepszą znajomością rynku”. Istnieje szereg narzędzi, standardów i przewodników, które ułatwiają zarządzanie i implementację społecznej odpowiedzialności do strategii przedsiębiorstwa. Te najbardziej popularne to m.in.: SA 8000 czy AA 1000.

### StandardSA 8000.
SA 8000 (Social Accountability 8000) – standard przygotowany w 1998 roku przez Międzynarodową Organizację Normalizacyjną, dotyczącą społecznej odpowiedzialności biznesu. Norma ta określa odpowiedzialność społeczną organizacji. Powstała na podstawie standardów, które obejmowały prawa człowieka oraz prawa pracownicze. Głównym obszarem oddziaływania normy są kwestie pracownicze, jak również elementy związane z prawami człowieka. W związku z tym odniesienie do kwestii CSR można rozpatrywać w kontekście obszaru pracowniczego. SA 8000 porusza kwestię warunków pracy w przedsiębiorstwie i pobieżnie podchodzi do relacji przedsiębiorstwo-klient, przedsiębiorstwo-inwestor.
„Standard SA 8000 pozwala na przejrzyste spojrzenie stronom zainteresowanym w funkcjonowanie organizacji, zapewniając przy tym przestrzeganie zasad równego traktowania wszystkich zatrudnionych, etycznego postępowania i społecznej odpowiedzialności za wytwarzane produkty i dostarczane usługi. Aspekt ten odgrywa coraz bardziej znaczącą rolę w globalizacji biznesu, w szczególności w stosunkach z organizacjami poruszającymi się w obrębie różnych kultur i narodowości”.
Warunki wstępne normy SA 8000:
1. praca dzieci
2. praca przymusowa
3. bezpieczeństwo i higiena pracy
4. wolność zrzeszania się
5. dyskryminacja
6. kary dyscyplinarne
7. godziny pracy
8. wynagrodzenia
9. systemy zarządzania

Należy zaznaczyć, iż warunki wstępne są całkowicie elementarne oraz dotyczą w rzeczywistości przestrzegania podstawowych praw człowieka i praw pracowniczych, są swoistym punktem wyjścia do społecznej odpowiedzialności biznesu, do implementacji koncepcji CSR w struktury zarządcze w firmie. W ramach systemu zarządzania wymaga się natomiast od organizacji spełnienia odpowiednich standardów do najważniejszych z nich można zaliczyć:
1. Sformułowanie polityki społecznej odpowiedzialności firmy (misja, cele, procedury) i udostępnienie jej interesariuszom;
2. Wybranie wśród wyższego kierownictwa pełnomocnika odpowiedzialnego za całokształt zagadnień związanych z SA 8000 oraz przedstawiciela pracowników reprezentującego ich punkt widzenia;
3. Dokumentowanie zasad, sposobów realizacji i ich wyników;
4. Okresowe szkolenia i programy dla pracowników nt. zasad społecznej odpowiedzialności określonych w normie SA 8000;
5. Ciągły monitoring systemu zarządzania w celu sprawdzania skuteczności działań podejmowanych na rzecz realizowania polityki społecznej firmy i dostosowywania do wymagań normy SA 8000, którego wyniki powinny być udostępnione interesariuszom;
6. Proces ciągłego doskonalenia poprzez wdrażanie działań korygujących czy zapobiegawczych okresowe przeglądy zgodności polityki społecznej firmy, procedur i rezultatów działania z wymaganiami normy SA 8000, dokonywane przez najwyższe kierownictwo, które udostępniane jest interesariuszom;
7. Wybór i kontrolowanie dostawców i podwykonawców pod kątem ich zdolności do dostosowania się do wymagań normy SA 8000 oraz realizowania polityki społecznej firmy (uzyskanie ich pisemnej zgody na: spełnianie wymagań normy, podleganie monitoringowi, podejmowanie koniecznych działań korygujących, obejmowanie tymi wymaganiami dalszych podwykonawców i poddostawców);
8. System komunikacji społecznej, relacje z głównymi interesariuszami wewnętrznymi i zewnętrznymi.

### NormaAA 1000.
Norma AA 1000 (AccountAbility 1000) stworzona w 1999 roku przez Instytut na rzecz Społecznej i Etycznej Odpowiedzialności (Institute of Social and Ethical AccountAbility). Norma AA 1000 odnosi się do ogólnych standardów promujących odpowiedzialność w kontekście biznesu zrównoważonego (w ujęciu społecznym), jak również dotyczy tak zwanej odpowiedzialności korporacyjnej. Zasadniczym ukierunkowaniem tej normy jest obszar rynku. Norma AA 1000 obejmuje wsparcie zarządzania przedsiębiorstwem na poziomie relacji z innymi uczestnikami rynku. Zgodnie z zasadami normy, przedsiębiorstwo działające na określonym rynku powinno odpowiadać za wszystkie działania (nie tylko swoje), na które może mieć wpływ. Dotyczy to takich obszarów funkcjonowania jak: selekcja i dobór kontrahentów (z uwzględnieniem kryteriów dotyczących społecznej odpowiedzialności biznesu). AA 1000 wykorzystywany jest do strategicznych analiz organizacji. Służy on samodoskonaleniu się przedsiębiorstw poprzez zewnętrzną ocenę organizacji w kwestii CSR oraz etyki.
Zasady AA 1000:
1. zasada odpowiedzialności
2. zasada uczestnictwa
3. zasada zupełności
4. zasada wymierności
5. zasada regularności
6. zasada zapewnienia jakości
7. zasada dostępności
8. zasada porównywalności
9. zasada wiarygodności
10. zasada istotności
11. zasada zrozumiałości
12. zasada kompleksowości
13. zasada ciągłej poprawy

### Podsumowanie
Wiele firm na świecie uznało za konieczne wpisanie zasad społecznej odpowiedzialności biznesu do swoich programów strategicznych. Owa odpowiedzialność może być ważnym elementem rozwoju przedsiębiorstw. Implementacja do strategii biznesowej zasad CSR sprzyja budowaniu długookresowej przewagi konkurencyjnej oraz relacji z otoczeniem społecznym firmy i interesariuszami organizacji (pracownikami – ich analizę oraz zaplanowanie działań ułatwia standard SA 8000). Wymienione standardy oraz normy są nieocenionym elementem ułatwiającym ocenę oraz implementację CSR do zarządzania strategicznego organizacją.
To właśnie one pomagają menadżerom odkrywać nowe szanse oraz wyzwania które niosą założenia koncepcji społecznej odpowiedzialności biznesu. Także w polskich firmach coraz częściej można dostrzec zainteresowanie strategicznym podejściem do CSR. Pamiętać trzeba, „Działając strategicznie, firma musi określić kluczowe dla niej grupy interesariuszy, wraz z obszarami ich wzajemnego oddziaływania i zastanowić się, jak prowadzić z nimi otwarty dialog i angażować ich w proces zarządzania strategią CSR. Ważne jest także zidentyfikowanie ich oczekiwań i wybór tych, które firma uwzględni w swojej działalności oraz stworzenie przejrzystego systemu komunikacji z interesariuszami”. „Realizacja koncepcji społecznej odpowiedzialności wymaga całościowej zmiany funkcjonowania oraz zintegrowanych działań w całej strukturze przedsiębiorstwa. Jej skuteczność jest uzależniona przede wszystkim od konsekwencji i długofalowości, czego gwarantem mogą być sprawdzone, powszechnie uznane i zweryfikowane standardy CSR”

## Respect Index
Respect Index to pierwszy w Europie Środkowej indeks odpowiedzialnych społecznie spółek Giełdy Papierów Wartościowych w Warszawie. Projekt został wprowadzony przez Giełdę Papierów Wartościowych w Warszawie w 2009 roku. Wtedy też został ogłoszony pierwszy skład indeksu. Respect Index obejmuje polskie i zagraniczne spółki z Głównego Rynku GPW, działające zgodnie z najlepszymi standardami zarządzania w zakresie ładu korporacyjnego, ładu informacyjnego i relacji z inwestorami. Uwzględnia on także czynniki ekologiczne, społeczne i pracownicze. Trafiające do niego spółki przechodzą trzystopniową weryfikację prowadzoną przez GPW i Stowarzyszenie Emitentów Giełdowych (SEG). Z dniem 1 stycznia 2020 r. GPW zaprzestała obliczania i podawania do publicznej wiadomości Respect Index. Od 3 września 2019 roku GPW publikuje natomiast indeks WIG-ESG, który de facto jest następcą Respect Index.